# Saint-Quentin-sur-Charente
Saint-Quentin-sur-Charente is een gemeente in het Franse departement Charente (regio Nouvelle-Aquitaine) en telt 232 inwoners (1999). De plaats maakt deel uit van het arrondissement Confolens.

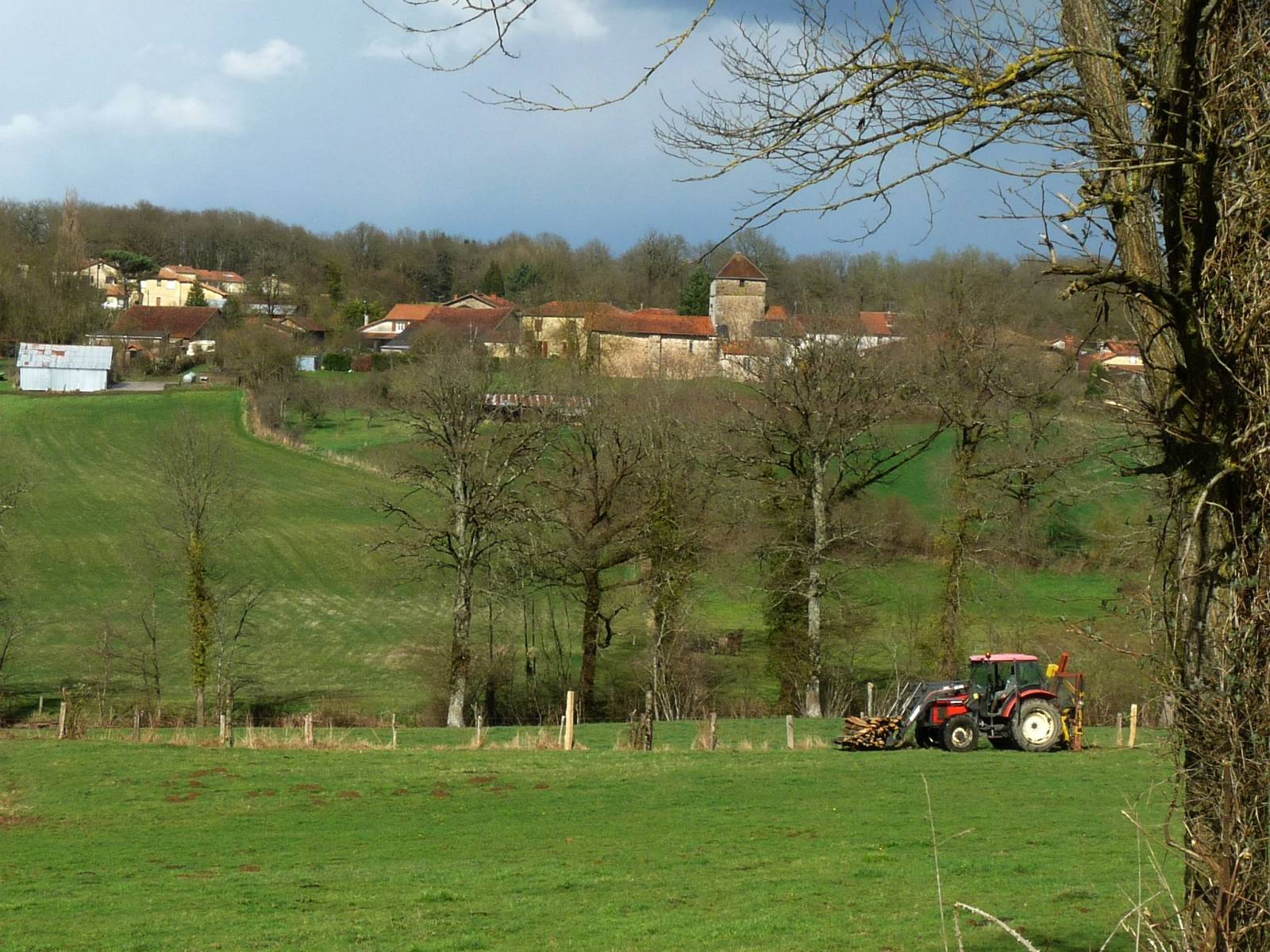
Saint-Quentin-sur-Charente
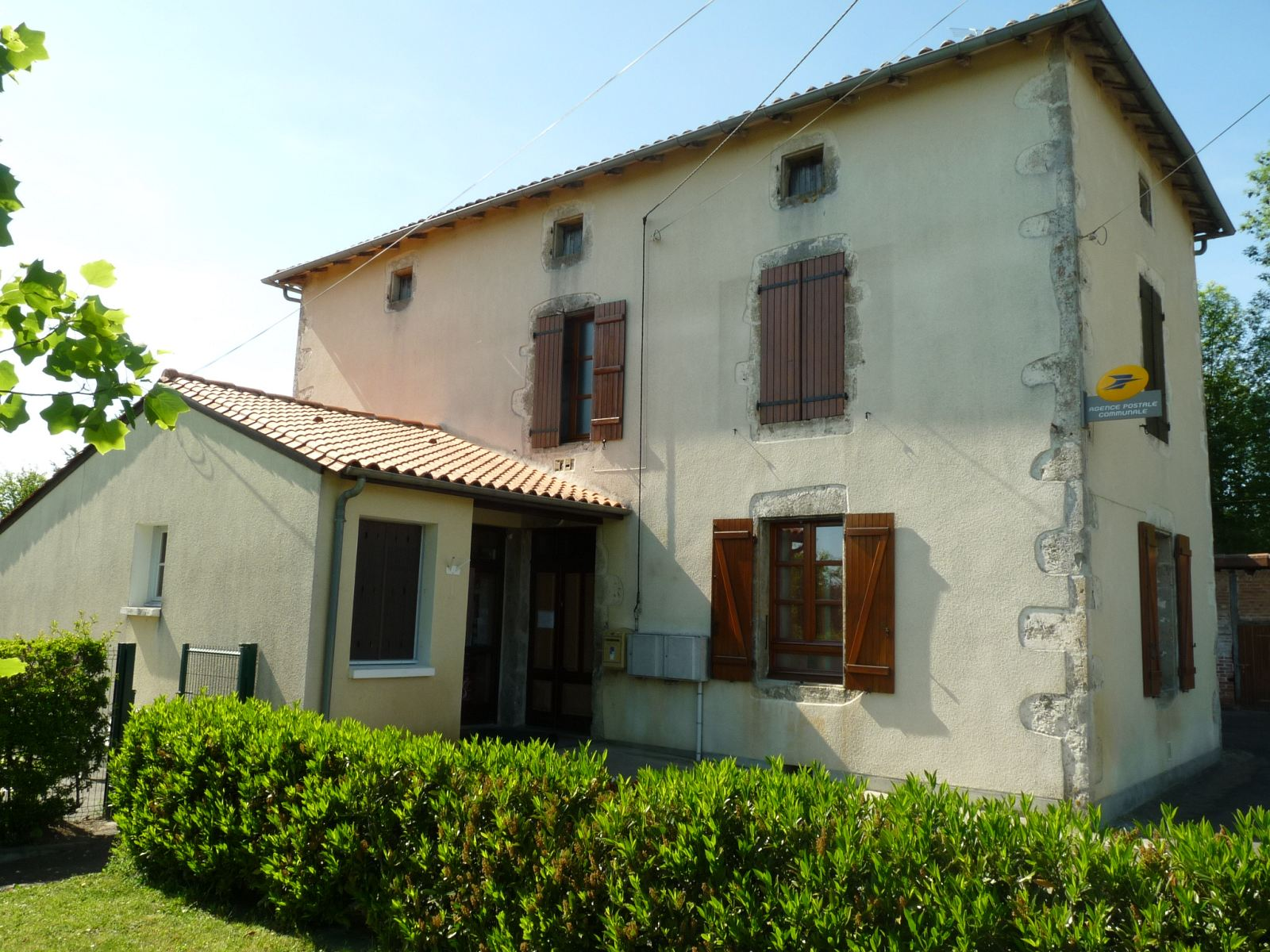
Gemeentehuis
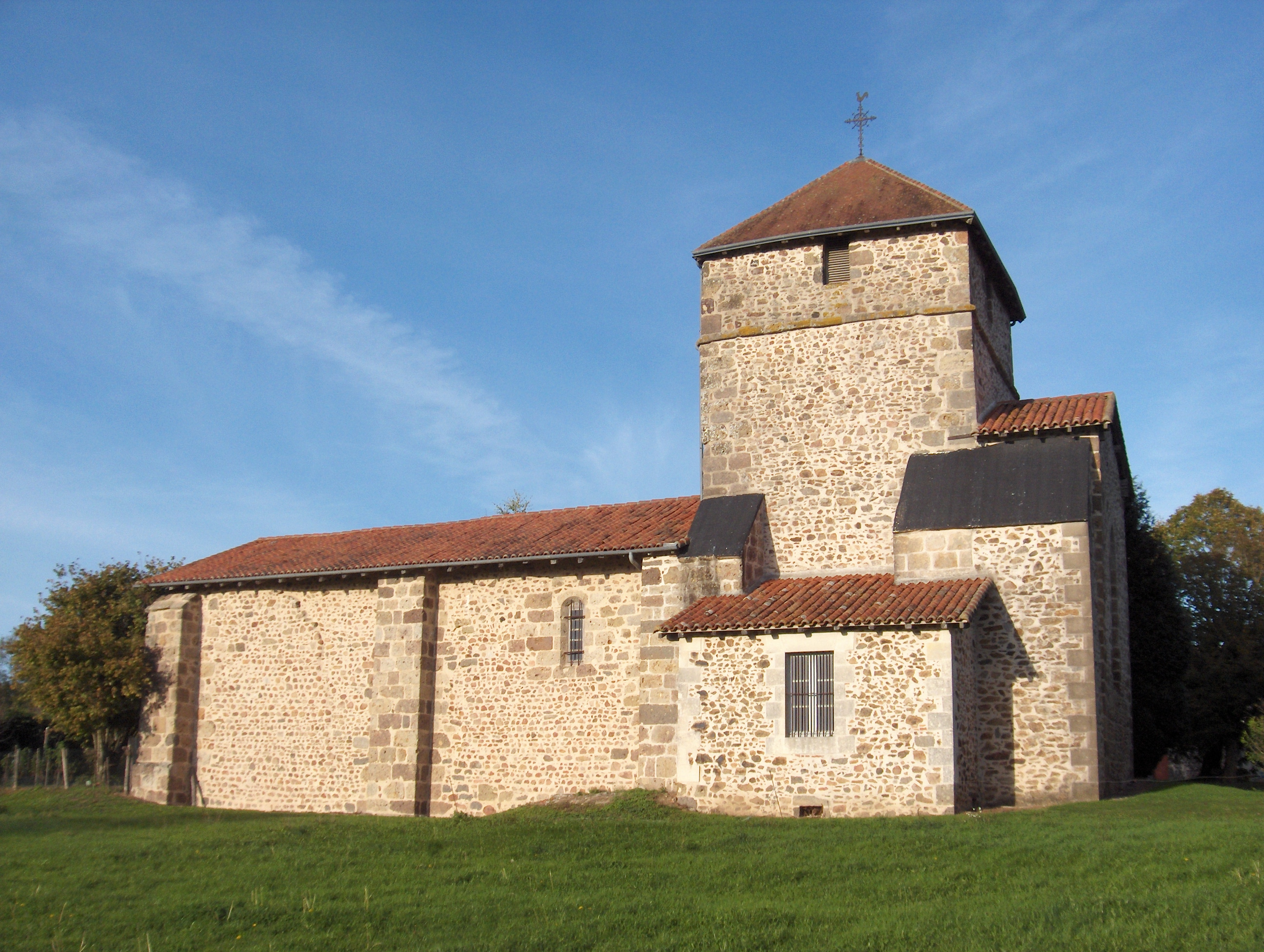
Kerk van Saint-Quentin-sur-Charente

## Geografie
De oppervlakte van Saint-Quentin-sur-Charente bedraagt 14,7 km², de bevolkingsdichtheid is 15,8 inwoners per km².
De onderstaande kaart toont de ligging van Saint-Quentin-sur-Charente met de belangrijkste infrastructuur en aangrenzende gemeenten.

## Demografie
Onderstaande figuur toont het verloop van het inwonertal (bron: INSEE-tellingen).